# Robert Hazen
Pour le politicien canadien, voir Robert Leonard Hazen.
Robert Miller Hazen, né le 1er novembre 1948, est un minéralogiste et astrobiologiste américain. Il est chercheur scientifique au laboratoire de géophysique de la Carnegie Institution of Washington et titulaire de la chaire Clarence Robinson de sciences de la Terre à l'Université George-Mason, aux États-Unis. Hazen est le directeur exécutif du Deep Carbon Observatory, et aussi un auteur d'ouvrages et de cours de vulgarisation scientifique.

## Jeunesse
Né à Rockville Centre dans l'état de New York le 1er novembre 1948, Robert Hazen est fils de Peggy Hazen (née Dorothy Ellen Chapin, 1918-2002) et de Dan Hazen (né Daniel Francis Hazen Jr., 1918-2016),. Il passe sa petite enfance à Cleveland, près d'une carrière de fossiles où il récupère son premier trilobite vers l'âge de 9 ans.
Sa famille déménage dans le New Jersey, où son professeur de sixième, Bill Welsh, note l'intérêt de Robert pour sa collection de minéraux. Hazen en parle par la suite : « il m'a donné une collection de départ de 100 spécimens, des guides de terrain minier et des instructions polycopiées de Paterson et Franklin [localités de mines], New Jersey ». Hazen s'est aussi intéressé très tôt à la musique, commençant par le piano à 5 ans, le violon à 6 ans et la trompette à 9 ans.

## Études
Hazen passe sa licence et son master en sciences de la Terre au Massachusetts Institute of Technology en 1971. Il a une attirance pour le génie chimique, mais captivé par l'enthousiasme de David Wones, il s'oriente vers la minéralogie. Avec celui-ci comme conseiller, il produit un mémoire de maîtrise sur la substitution de cations dans les micas trioctaédriques qui se retrouve publié dans American Mineralogist et obtient de nombreuses citations,. Il finit un doctorat en minéralogie et cristallographie à l'Université de Harvard en 1975. Avec Charles Burnham comme directeur de thèse, il rédige comment utiliser un diffractomètre à 4 cercles pour faire de la cristallographie aux rayons X à haute pression et à l'appliquer à l'olivine. C'est une des préoccupations de son début de carrière,,.
Devenu boursier postdoctoral de l'OTAN à l'Université de Cambridge en Angleterre, Hazen travaille avec Charles Prewitt pour déterminer les relations empiriques de l'effet de la température et de la pression sur les distances interatomiques dans les oxydes et les silicates,.

## Laboratoire de géophysique
En 1976, Hazen rejoint le laboratoire de géophysique de la Carnegie Institution en tant qu'associé de recherche. Après un bref passage à mesurer les propriétés optiques des minéraux de la Lune avec Peter Bell et David Mao, il débute la cristallographie aux rayons X avec Larry Finger. Il a rappelé plus tard : « C'était une adéquation au paradis minéralogique : Larry aimait écrire du code, construire des machines et analyser des données. J'adorais monter des cristaux, faire fonctionner les diffractomètres et écrire des articles ». Ils ont collaboré pendant deux décennies et ont déterminé environ un millier de structures cristallines à des pressions et des températures variables, travaux résumés dans leur livre de 1982 Comparative Crystal Chemistry,.
Une grande partie du travail de Hazen pourrait être classée comme physique minérale, un croisement entre la géophysique et la minéralogie. Bien que le domaine ait été défriché par le lauréat du prix Nobel Percy Bridgman et de son étudiant, Francis Birch, du début au milieu du XXe siècle, il n'y a pas eu d'essor avant les années 1960. Dans les années 1970, certains scientifiques convinrent qu'une approche plus interdisciplinaire était nécessaire pour comprendre la relation entre les forces interatomiques et les propriétés minérales. Hazen et Prewitt ont pris l'initiative d'organiser la première conférence de physique minérale, du 17 au 19 octobre 1977, à la Airlie House à Warrenton, en Virginie.

### Supraconducteurs à haute température

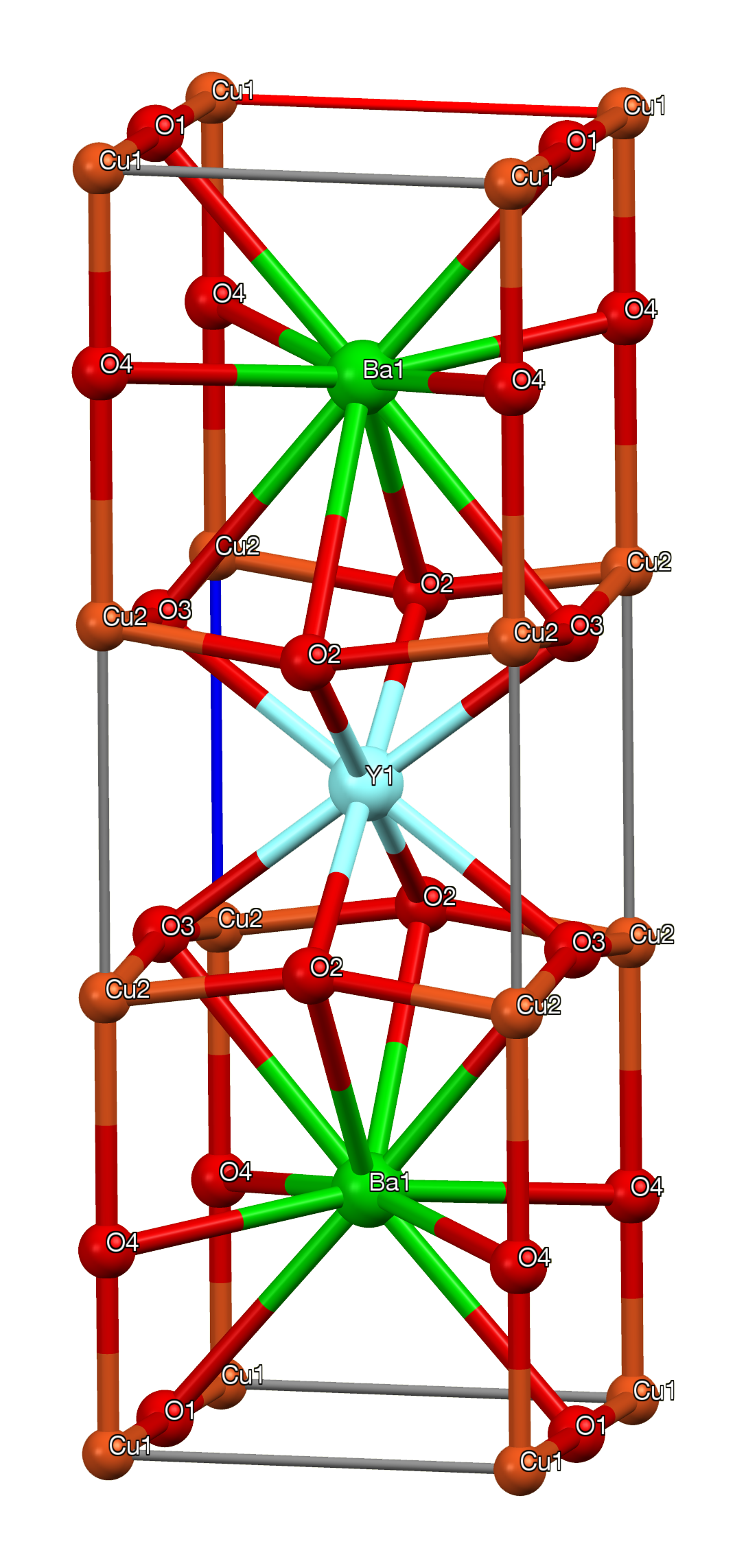
Modèle de cellule unitaire

Refroidis à des températures très basses, certains matériaux subissent une transition soudaine où la résistance électrique tombe à zéro et tous les champs magnétiques sont expulsés. Ce phénomène est appelé supraconductivité. Les supraconducteurs sont utilisés dans de nombreuses applications, impliquant notamment des électroaimants puissants, l'électronique numérique rapide et des magnétomètres sensibles, mais les très basses températures nécessaires rendent les applications plus difficiles et plus coûteuses. Jusque dans les années 1980, aucun matériau n'était supraconducteur au-dessus de 11 kelvins (−262,15 °C). Quand en 1986, deux chercheurs d'IBM, Georg Bednorz et K. Alex Müller, trouvent une céramique avec une température critique de 35 kelvins (−238,15 °C), cela a déclenché une recherche frénétique de températures critiques plus élevées.
Un groupe dirigé par Paul Wu Chu (en) à l'Université de Houston explore certains matériaux à base d'yttrium, de baryum, de cuivre et d'oxygène (YCBO) et a obtenu une température critique supérieure au point d'ébullition de l'azote liquide. Les échantillons YCBO contenaient un mélange de minéraux noirs et verts, et bien que les chercheurs connaissent la composition moyenne, ils ne connaissent pas les compositions des deux phases. En février 1987, Chu se tourne vers Mao et Hazen, pour déterminer la composition de petits grains minéraux dans les roches. En une semaine, Mao et Hazen, déterminent les compositions de la phase noire qui s'avère être le supraconducteur de formule YBa2Cu3O7-δ.
Mao et Hazen déterminent aussi que la structure cristalline de la phase supraconductrice ressemble à celle de la pérovskite, un minéral important du manteau terrestre. Par la suite, l'équipe de Hazen identifie douze autres supraconducteurs d'oxyde à haute température, tous avec des structures de pérovskite, et étudie des supraconducteurs organiques.

## Origines de la vie

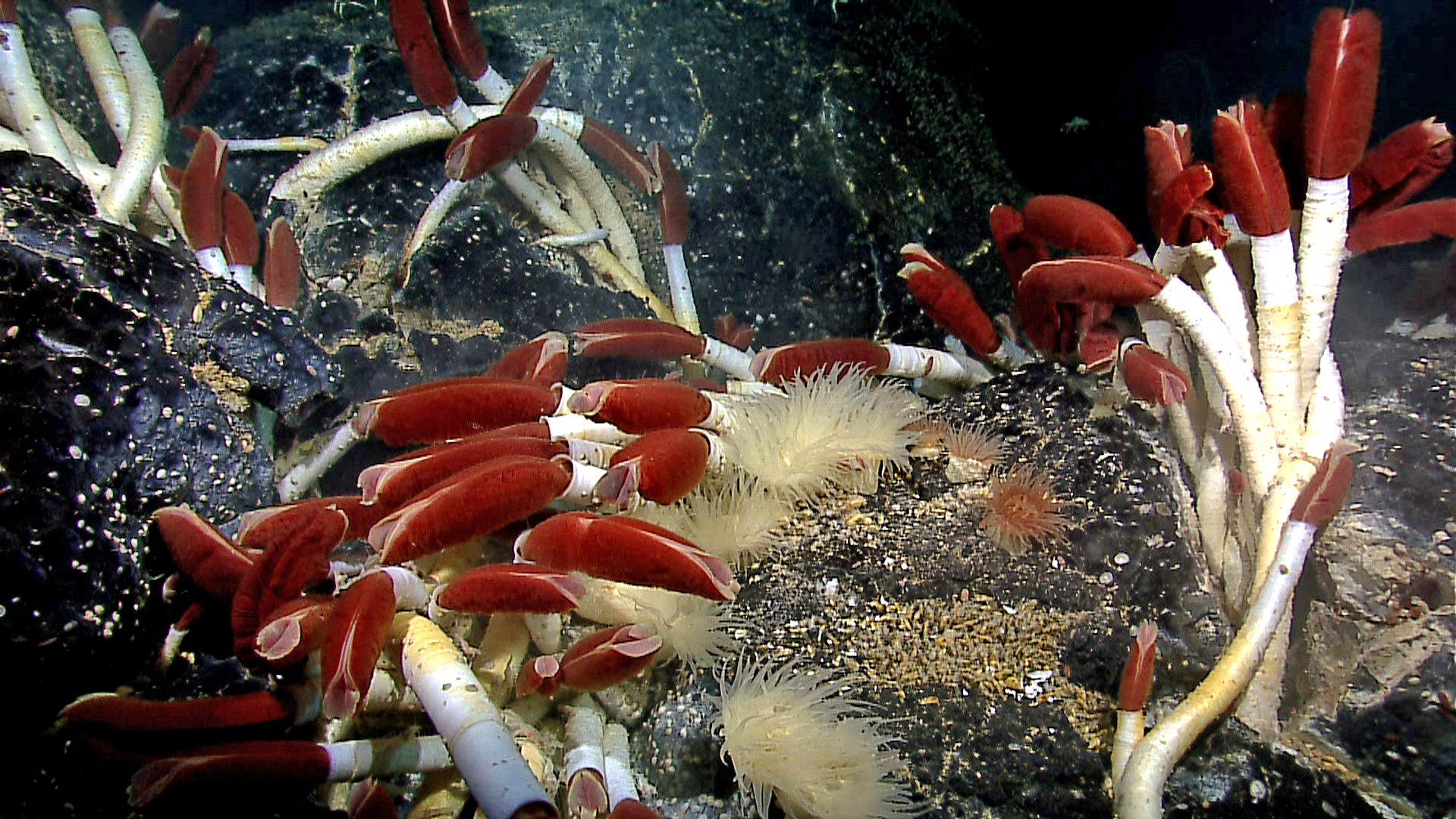
Les évents hydrothermaux abritent une grande variété d'organismes, tels que ces vers tubulaires géants près du point chaud des Galápagos, et peuvent avoir été à l'origine de la vie.

Hazen estime, au milieu des années 1990, que son domaine d'expertise a atteint un « plateau respectable » où les principes essentiels de la compression des cristaux sont connus. Les questions qu'il posait devenaient de plus en plus spécifiques et les réponses étaient rarement surprenantes. Il a donc changé de direction de recherche pour étudier les origines chimiques de la vie. Cette opportunité s'est présentée lorsque le biophysicien Harold Morowitz (en) de l'Université George-Mason, constate que la température et la pression à un évent hydrothermal pouvaient modifier les propriétés de l'eau, induisant des réactions chimiques qui nécessitent habituellement l'aide d'une enzyme. En faisant appel à Hatten Yoder (en), spécialiste de la minéralogie à haute pression, ils ont essayé de soumettre le pyruvate dans l'eau à haute pression, espérant une réaction simple qui renverrait l'oxaloacétate. Au lieu de cela, l'analyse du résultat par le géochimiste organique, George Cody, a révélé qu'ils avaient obtenu des dizaines de milliers de molécules.
À la publication de leurs résultats, qui semblent soutenir l'hypothèse de l'évent marin profond, de vives critiques se sont élevées, notamment de la part de Stanley Miller et de ses collègues qui promeuvent l'hypothèse de l'apparition de la vie en surface. Parallèlement à la critique générale selon laquelle les composés organiques ne survivraient pas longtemps dans des conditions chaudes et à haute pression, ils ont souligné plusieurs défauts de l'expérience. Hazen reconnaît dans son livre, Genesis, que Stanley Miller « avait fondamentalement raison » à propos des expériences, mais soutient que « l'art de la science n'est pas nécessairement d'éviter les erreurs ; au contraire, les progrès sont souvent réalisés en faisant des erreurs aussi vite que possible, tout en évitant de refaire deux fois la même erreur ». Dans des recherches ultérieures, le groupe a créé des biomolécules à partir de dioxyde de carbone et d'eau, et a catalysé la formation d'acides aminés en utilisant des oxydes et des sulfures de métaux de transition. Il a également été constaté que différents éléments de transition catalysent différentes réactions organiques,.

### Homochiralité

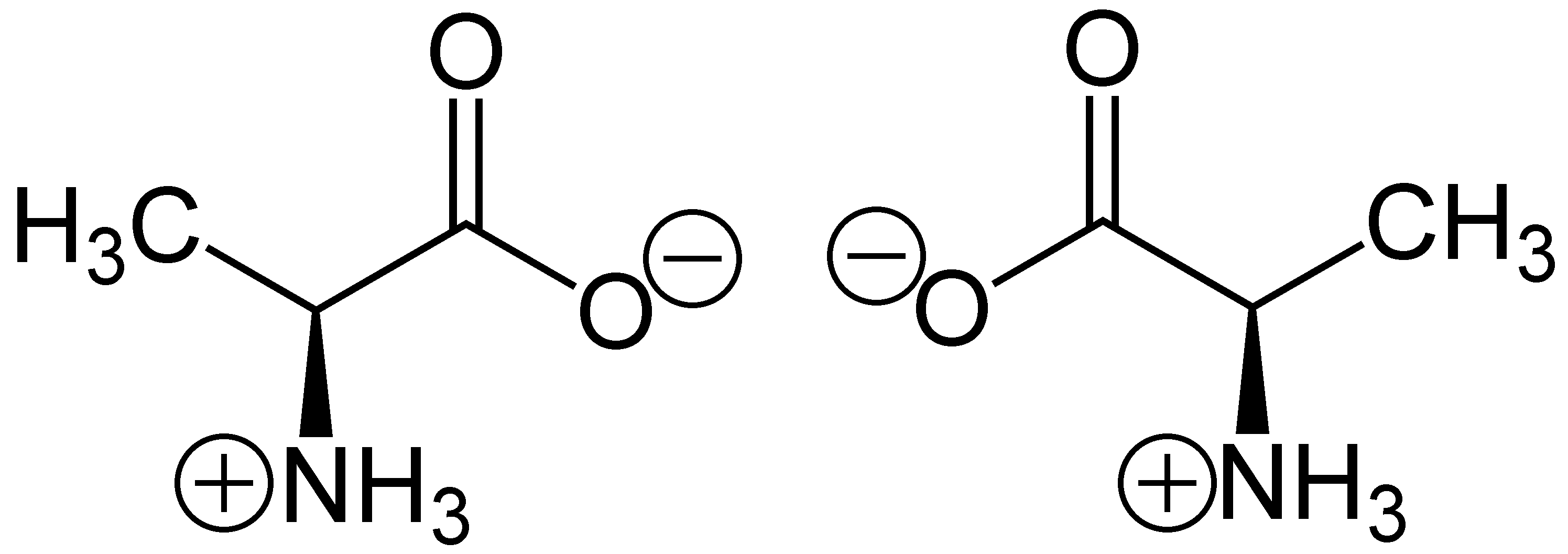
Les formes miroir de l'alanine

Les molécules organiques se présentent souvent sous deux formes en miroir, souvent appelées « droitières » et « gauchères ». Cette propriété s'appelle la chiralité. Par exemple, l'alanine, un acide aminé courant, se présente sous une forme droitière (D-alanine) et une forme gauchère (L-alanine). Les cellules vivantes sont très sélectives, choisissant les acides aminés uniquement sous la forme gauchère et les sucres sous la forme droitière. Cependant, la plupart des processus abiotiques produisent une quantité égale de chaque forme. D'une manière ou d'une autre, la vie a dû développer cette préférence (homochiralité). Bien que les scientifiques aient proposé plusieurs théories, ils ne sont pas parvenus à un consensus sur le mécanisme.
Robert Hazen cherche à vérifier que des molécules organiques puissent acquérir à une asymétrie chirale lorsqu'elles se forment sur les faces de cristaux. Certains de ceux-ci, comme le quartz, présentent une structure telle que ses faces sont des images miroir les unes des autres, d'autres, comme la calcite, sont symétriques par rapport à leurs centres mais leurs faces viennent par paires avec une chiralité opposée. Tim Filley, spécialiste en analyse chimique organique, Glenn Goodfriend, géochimiste, et Hazen ont nettoyé de gros cristaux de calcite et les ont plongés dans de l'acide aspartique. Ils ont découvert que chaque face du cristal avait une petite préférence pour les formes gauchères ou droitières de l'aspartate. Ils ont évoqué la possibilité qu'un mécanisme similaire pourrait fonctionner sur d'autres acides aminés et sucres. Ce champ de recherche a suscité beaucoup d'intérêt de la part de l'industrie pharmaceutique, qui doit produire certaines de ses molécules avec une chiralité pure.

## Évolution minérale
Lors d'une célébration en 2006, Harold Morowitz demande à Hazen s'il y avait des minéraux argileux pendant l'éon archéen. Cette question provoque une prise de conscience : Hazen ne se souvenant pas qu'un minéralogiste ait jamais demandé si un minéral donné existait à une époque donnée, et que personne n'avait jamais cherché à explorer comment la minéralogie de la Terre avait changé au fil du temps. Il a travaillé sur cette question pendant un an avec son collègue géochimiste Dimitri Sverjenski à l'Université Johns-Hopkins, et quelques autres collaborateurs dont le minéralogiste Robert Downs, le pétrologue John Ferry et le géobiologiste, Dominic Papineau. Le résultat se concrétise par un article important publié dans American Mineralogist qui fournit un nouveau contexte historique à la minéralogie qu'ils ont appelé l'évolution minérale.
Sur la base d'une compilation d'articles de la littérature scientifique, Hazen et ses coauteurs ont estimé que le nombre de minéraux dans le système solaire est passé d'une douzaine au moment de sa formation à plus de 4 300 à l'heure actuelle — en 2017, ce nombre est passé à 5 300. Ils ont prédit une augmentation systématique du nombre d'espèces minérales au fil du temps et ont identifié trois grandes périodes de changement :
1. la formation du système solaire et des planètes,
2. le remaniement de la croûte et du manteau et l'apparition de la tectonique des plaques,
3. l'apparition de la vie.

Après la première ère, il y avait 250 minéraux ; après la deuxième, 1 500. Les autres ont été rendus possibles par l'action d'organismes vivants, en particulier l'injection d'oxygène dans l'atmosphère,,,,. Cet article a été suivi au cours des années suivantes par plusieurs études se concentrant sur un élément chimique à la fois et cartographiant les premières apparitions de minéraux impliquant chaque élément.

## Observatoire du carbone profond
Hazen et ses collègues ont lancé le Carbon Mineral Challenge, un projet scientifique citoyen visant à accélérer la découverte des minéraux carbonés « manquants ».

## Enseignement
Professeur à la chaire Clarence B. Robinson à l'université George Mason, Hazen est à l'initiative de cours novateurs pour promouvoir la culture scientifique chez les scientifiques et les non-scientifiques. Le physicien James Trefil et lui-même développent un cours qu'ils qualifient d'« appréciation des sciences », destiné aux non-scientifiques. Ce cours s'articule autour de 20 « Grandes Idées de Science », réduites ensuite à 18,. Après la publication de plusieurs articles en en développant les idées, un livre de vulgarisation scientifique les compile : Science Matters: Achieving Scientific Literacy. Ils en ont utilisé les principes pour structurer des explications à un « grand nombre de sujets socialement significatifs, fondamentaux ou écologiquement cruciaux ». Annoncé par le New York Times Sunday Magazine, l'ouvrage obtient les éloges de l'écrivain Isaac Asimov et du prix Nobel de physique Leon Lederman, et une tournée publicitaire. Dans un article dans Science sur le livre, ils ont fourni à l'auteur la liste originale de 20 idées et ont invité les lecteurs à envoyer leurs commentaires. Environ 200 lecteurs ont répondu, soutenant généralement l'idée d'une telle liste tout en critiquant avec véhémence de nombreux détails, y compris un style informel et un langage parfois vague. Les points 1 (« L'univers est régulier et prévisible ») et 16 (« Tout sur la terre fonctionne par cycles ») ont été particulièrement visés par la critique. Hazen et Trefil ont fait valoir, en défense du point 1, qu'il n'était pas destiné à défendre le déterminisme et qu'il couvrait des phénomènes imprévisibles comme le chaos, mais ils ont tenu compte des réactions et ont modifié la liste des idées dans les éditions suivantes.
Hazen et Trefil ont ensuite écrit trois manuels de premier cycle : The Sciences: An Integrated Approach (1993), The Physical Sciences: An Integrated Approach (1995), et Physics Matters: An Introduction to Conceptual Physics (2004). Hazen les a utilisés comme base pour un cours vidéo et audio de 60 conférences intitulé The Joy of Science,.

## Engagement public
Membre de l'AAAS, Comité pour la compréhension publique de la science et de la technologie, Hazen, avec sa femme Margaret, note qu'il est important pour les scientifiques de s'engager auprès du public mais que cela ne les aide pas à obtenir un poste permanent, et propose un nouveau prix, le prix Early Career Award (["Début de Carrière"]) pour l'engagement du public pour la science, et ont créé un fonds. Le premier prix doté de 5 000 $, a été annoncé en 2010.

## Honneurs
- Hazen est membre de l'Association américaine pour l'avancement des sciences.
- La Société américaine de minéralogie a décerné à Hazen le prix de la Société américaine de minéralogie (Mineralogical Society of America Award) en 1982[37].
- et la Distinguished Public Service Medal en 2009[49],[50]. En 2016, il a reçu sa plus haute distinction, la médaille Roebling[7],[5].
- Il a également été conférencier émérite et ancien président de la Société.
- Un minéral découvert dans le lac Mono a été nommé hazénite en son honneur par Hexiong Yang, un de ses anciens élèves[33].
- En 1986, Hazen obtient le prix Ipatieff de l'American Chemical Society, décerné en reconnaissance de « travaux expérimentaux chimiques exceptionnels dans le domaine de la catalyse ou de la haute pression »[51].
- En 1989, Hazen et sa femme Margaret ont reçu le Deems Taylor Award pour le livre The Music Men, de l'American Society of Composers, Authors and Publishers[52].
- En 1998, Hazen a reçu le Elizabeth A. Wood Science Writing Award de l'American Crystallographic Association, pour ses écrits scientifiques populaires et éducatifs[53].
- En 2012, le Conseil d'État de l'enseignement supérieur de Virginie a décerné à Hazen son prix Outstanding Faculty Award[54].
- Hazen a présenté de nombreuses conférences nommées dans les universités.
- Il a donné une Directorate for Biological Sciences Distinguished Lecture (["conférence distinguée de la Direction des sciences biologiques"]) à la National Science Foundation en 2007[55]
- Il a été nommé conférencier distingué Sigma Xi pour 2008-2010[56],[57].
- En 2019, il a été nommé Fellow de l'American Geophysical Union[58].
- En 2021, Hazen a reçu la médaille d'excellence en sciences minéralogiques de l'Association minéralogique internationale[59].

## Ouvrages
Robert Hazen est l'auteur de plus de 350 articles et de 20 livres traitant de science, d'histoire et de musique.

### Sélection d'articles arbitrés
Avec 289 publications arbitrées, citées au total plus de 11 000 fois, il a un indice h de 58. Une sélection d'articles suit :
- (en) R. M. Hazen et D. R. Wones, « The effect of cation substitution on the physical properties of trioctahedral micas », American Mineralogist, vol. 57,‎ 1971, p. 103–129
- (en) Robert M. Hazen et C.W. Burnham, « The crystal structures of one-layer phlogopite and annite », American Mineralogist, vol. 58,‎ 1973, p. 889–900
- (en) Robert M. Hazen, « Effects of temperature and pressure on the crystal structure of forsterite », American Mineralogist, vol. 61,‎ 1976, p. 1280–1293
- (en) R. M. Hazen et C. T. Prewitt, Effects of temperature and pressure on interatomic distances in oxygen-based minerals, vol. 62, 1977, 309–315 p. (ISBN 978-0-87590-240-1, DOI 10.1029/SP026p0407)
- (en) R. M. Hazen, L. W. Finger, R. J. Angel et C. T. Prewitt, « Crystallographic description of phases in the Y-Ba-Cu-O superconductor », Physical Review B, vol. 35, no 13,‎ 1er mai 1987, p. 7238–7241 (PMID 9941012, DOI 10.1103/PhysRevB.35.7238, Bibcode 1987PhRvB..35.7238H)
- (en) R. M. Hazen, C. T. Prewitt, R. J. Angel et N. L. Ross, « Superconductivity in the high-Bi-Ca-Sr-Cu-O system: Phase identification », Physical Review Letters, vol. 60, no 12,‎ 21 mars 1988, p. 1174–1177 (PMID 10037960, DOI 10.1103/PhysRevLett.60.1174, Bibcode 1988PhRvL..60.1174H)
- (en) R. M. Hazen, L. W. Finger, R. J. Angel et C. T. Prewitt, « 100-K superconducting phases in the Tl-Ca-Ba-Cu-O system », Physical Review Letters, vol. 60, no 16,‎ 18 avril 1988, p. 1657–1660 (PMID 10038103, DOI 10.1103/PhysRevLett.60.1657, Bibcode 1988PhRvL..60.1657H)
- (en) R. M. Hazen, T. R. Filley et G. A. Goodfriend, « Selective adsorption of L- and D-amino acids on calcite: Implications for biochemical homochirality », Proceedings of the National Academy of Sciences, vol. 98, no 10,‎ 1er mai 2001, p. 5487–5490 (PMID 11331767, PMCID 33239, DOI 10.1073/pnas.101085998, Bibcode 2001PNAS...98.5487H)
- (en) Robert M. Hazen et David S. Sholl, « Chiral selection on inorganic crystalline surfaces », Nature Materials, vol. 2, no 6,‎ juin 2003, p. 367–374 (PMID 12776102, DOI 10.1038/nmat879, Bibcode 2003NatMa...2..367H, S2CID 10531985)
- (en) R. M. Hazen, D. Papineau, W. Bleeker et R. T. Downs, « Mineral evolution », American Mineralogist, vol. 93, nos 11–12,‎ 1er novembre 2008, p. 1693–1720 (DOI 10.2138/am.2008.2955, Bibcode 2008AmMin..93.1693H, S2CID 27460479)

### Livres
- (en) Robert M. Hazen, North American geology : Early writings, vol. 51, Stroudsburg, PA, Dowden, Hutchinson & Ross, coll. « Benchmark papers in geology », 1979 (ISBN 978-0879333454, lire en ligne )
- (en) Robert M. Hazen et Larry W. Finger, Comparative crystal chemistry : temperature, pressure, composition, and the variation of crystal structure, Chichester, Wiley, 1982 (ISBN 978-0471102687)
- (en) Margaret Hindle Hazen et Robert M. Hazen, Wealth inexhaustible : a history of America's mineral industries to 1850, New York, Van Nostrand Reinhold, 1985 (ISBN 978-0442235109)
- (en) Robert M. Hazen, The breakthrough : the race for the superconductor, New York, Summit Books, 1988 (ISBN 978-0671658298, lire en ligne)[60]
- (en) Margaret Hindle Hazen et Robert M. Hazen, The music men : an illustrated history of brass bands in America, 1800–1920, Washington, D.C., Smithsonian Institution Press, 1987 (ISBN 978-0874745467, lire en ligne )
- (en) Robert M. Hazen et James Trefil, Science matters : achieving scientific literacy, New York, Doubleday, 1991 (ISBN 978-0385247962, lire en ligne )[42],[40],[38],[61]
- (en) Margaret Hindle Hazen et Robert M. Hazen, Keepers of the flame : the role of fire in American culture, 1775–1925, Princeton, NJ, Princeton University Press, 1992 (ISBN 978-0691048093, lire en ligne)
- (en) Robert M. Hazen, The new alchemists : breaking through the barriers of high pressure, New York, Times Books, 1993 (ISBN 978-0812922752, lire en ligne)[62]
- (en) Robert M. Hazen et Trefil James, The physical sciences : an integrated approach, New York, Wiley, 1996 (ISBN 978-0471154402)
- (en) Robert M. Hazen, Why aren't black holes black? : the unanswered questions at the frontiers of science, New York, Anchor Books, 1997 (ISBN 978-0385480147, lire en ligne)
- (en) Robert M. Hazen, The diamond makers, New York, Revised, 1999 (ISBN 978-0521654746)[63]
- (en) Trefil James et Robert M. Hazen, Physics matter : an introduction to conceptual physics, J. Wiley, 2004 (ISBN 978-0471150589)
- (en) Robert M. Hazen, Genesis : the scientific quest for life's origins, Washington, D.C., Joseph Henry, 2005 (ISBN 978-0-309-10310-7)[64]
- (en) Robert M. Hazen, The story of Earth : the first 4.5 billion years, from stardust to living planet, New York, Penguin Books, 2013 (ISBN 978-0143123644)
- (en) Robert M. Hazen, Symphony in C : carbon and the evolution of (almost) everything, New York, W. W. Norton & Company, 2019 (ISBN 978-0393609431)[65]

## Famille
L'épouse de Hazen, Margee (Margaret Joan Hindle), est écrivain scientifique et historienne. Son père, Howard Brooke Hindle, PhD (1918-2001), était un historien qui a étudié le rôle de la culture matérielle dans l'histoire des États-Unis et a été directeur du Musée national d'histoire américaine de 1974 à 1978. Le frère de Dan Hazen, Dan Chapin Hazen, PhD (1947-2015), était bibliothécaire de recherche universitaire affilié aux bibliothèques de Harvard, particulièrement reconnu pour ses réalisations au sein du Center for Research Libraries et pour son action en faveur des collections d'Amérique latine. Harvard a commémoré Dan Hazen en créant deux chaires à son nom. Les Hazen ont deux enfants : Benjamin Hindle Hazen (né en 1976) et Elizabeth Brooke Hazen (née en 1978).